# رينالدو (لاعب كرة قدم مواليد 1957)
جوزيه رينالدو دي ليما (بالبرتغالية: José Reinaldo de Lima‏) (مواليد 11 يناير 1957) هو لاعب كرة قدم. لعب مع منتخب البرازيل لكرة القدم. سبق له أن لعب في كأس العالم لكرة القدم مع منتخب بلاده.

## روابط خارجية
- جوزيه رينالدو دي ليما على موقع الاتحاد الدولي (مؤرشف)  (الإنجليزية)
- جوزيه رينالدو دي ليما على موقع قاعدة بيانات كرة القدم.إي يو (الإنجليزية)
- جوزيه رينالدو دي ليما على موقع ليكيب (الفرنسية)
- جوزيه رينالدو دي ليما على موقع ناشيونال فوتبول تيمز (الإنجليزية)
- جوزيه رينالدو دي ليما على موقع عالم كرة القدم.نت (الإنجليزية)